# 劉希簡
劉希簡（？年—？年），字以順。四川承宣布政使司成都府漢州（今四川德陽市廣漢市）人，明朝政治人物。

## 經歷
嘉靖四年（1525年）乙酉鄉試舉人。
嘉靖五年（1526年）丙戌科第三甲第二十名同進士出身。授行人司行人。
八年（1529年）四月，擢授工科給事中。五個月內兩次因直言獲罪，聲名大噪。隨後貶為縣丞，历官扬州府同知，終官江西承宣布政使司南安府知府。